# Петар Благоєвич
Петар Благоєвич (серб. Петар Благојевић; 1662, Кісілєво, Белградський пашалик, Османська імперія — 1725, Кісілєво, Королівство Сербія) — сербський селянин, якого після смерті звинуватили у вампіризмі та вбивстві дев'яти своїх односельців. Він став першою конкретною людиною, щодо якої було застосовано термін «вампір». У липні 1725 року звіт районного камерал-провізора австрійської військової адміністрації Ернста Фромбальда про ексгумацію трупа Благоєвича було опубліковано в газеті «Wienerisches Diarium». Ця історія стала широко відома та сприяла «вампіроманії», що охопила Європу у XVIII столітті.

## Звинувачення Благоєвича у вампіризмі
Селянин Петро Благоєвич (Плогоєвіц) народився близько 1662 року і жив у селі Кісілєво (зазвичай ототожнюється із сучасним селом Кісілєво у громаді Велико-Градіште Браничевського округу у північно-східній частині Республіки Сербія), в тій частині Сербії, яка 1718 року перейшла від Османської імперії до Габсбурзької монархії. Він помер 1725 року, після чого, за 10 тижнів, трапилась серія інших раптових смертей: за вісім днів раптово померли дев'ять осіб. Про цю справу стало відомо з повідомлення камерал-провізора Градіского району (районний адміністратор при австрійській військовій адміністрації) Ернста Фромбальда. На смертному одрі жертви стверджували, що Благоєвич приходив до них уві сні, лягав на них і «тиснув» так, що вони не могли дихати. Зі звіту Фромбальда відомо про заяву дружини Благоєвича про те, що він відвідував її і просив у неї свої опанці, після цього вона переїхала в інше село з міркувань безпеки. Стурбовані селяни вирішили розкрити могилу Благоєвича і упевнитися в тому, що на ньому відсутні ознаки приналежності до вампірів. Згідно з місцевими віруваннями, навіть після смерті «…тіло їх не тліє, шкіра ж, волосся, борода і нігті ростуть…». Для участі у розриванні могили односельці вирішили запросити місцевого священника і Фромбальда. На заперечення останнього, що йому слід отримати дозвіл від вищого органу влади, вони заявили, що у разі його відмови вони покинуть село, щоб врятувати свої життя. Після цього представник австрійської адміністрації дав згоду брати участь в обряді.
Разом зі священником з Велико-Градіште він оглянув розкриту могилу і був здивований, виявивши, що труп не смердів, був нерозкладений (за винятком носа, що відвалився), волосся, борода і нігті відросли, стара шкіра відшарувалася і під нею виднілася нова та свіжа. Крім того, «…обличчя, руки, і ноги, і весь тулуб мали такий вигляд, що й за життя не могли б бути кращими; у роті його я не без подиву помітив якусь кількість свіжої крові, яку, за загальним показанням, він висмоктав з убитих». Таким чином, у померлого були всі ознаки, які за місцевими віруваннями свідчили, що Благоєвич був вампіром. Для рятування від наступних нападів селяни загостреним колом вразили труп у серце. З опису Фромбальда випливає, що: «Після цього проколу з вух і рота не тільки витекло багато свіжої крові, а й трапилися інші дикі знаки [wilde Zeichen] (які з високої поваги я опускаю) …». Щодо «диких знаків» дослідник вампіризму Пол Барбер висловлював припущення, що мабуть йдеться про ерекцію, викликану розкладанням і здуттям статевих органів. Зрештою, тіло Благоєвича спалили. Свій звіт у цій справі Фромбальд завершує проханням про те, щоб у випадку, якщо подію визнають неправомірною, то в цьому слід звинувачувати не його, а «чернь», оскільки жителі села були у нестямі від страху. Дивні явища, свідками яких були австрійські представники інтерпретувалися як форми природного процесу розкладання тіла.

## У культурі

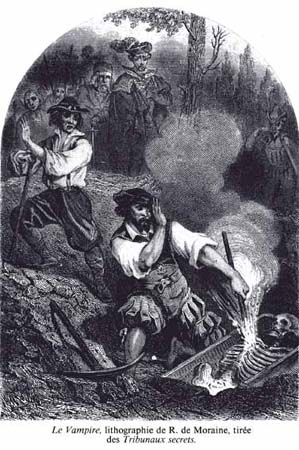
Вампір. Літографія 1864 року з «Les Tribunaux Secrets» Поля Феваля

Звіт про цю подію став одним з перших задокументованих свідчень про віру у вампірів у Східній Європі. 21 липня 1725 року австрійська щоденна газета «Wienerisches Diarium» опублікувала звіт Фромбальда під назвою «Копія листа з Градійського району в Угорщині». У ньому вперше стосовно конкретної людини використали термін «вампір». За оцінкою професора Клеменса Рутнера з Дублінського Триніті-коледжу, цей термін з'явився в той момент, коли Фромбальд почув від перекладача сербське слово «упир», згодом передавши його не зовсім точно. Одну з передруків звіту австрійського чиновника, що з'явилася на сторінках газети «Leipziger Zeitung» від 31 липня 1725 року, лютеранський пастор, письменник та історик Міхаель Ранфт помістив в текст своєї дисертації, яку у вересні того ж року він представив в Лейпцизькому університеті. На основі дисертації вийшла його книга «Про мерців в могилах, що жують» і німецькомовна робота «Трактат про мерців, що жують і плямкають в трунах, який розкриває справжню природу цих угорських вампірів і кровосмоків». У першому трактаті він пояснював загадкові смерті родичів Благоєвича тим «що вони були сильно засмучені його смертю, стали бачити кошмари і в підсумку померли».
Історія Благоєвича знайшла відображення в «Єврейських листах» французького письменника, просвітника Жана-Батиста де Буає, маркіза д'Аржана. Дія віднесена до 1728 року і починається зі смерті 62-річного сербського селянина Плогоєвича у вересня того ж року. Спочатку він став являтися своєму синові, який внаслідок цих візитів помер. Потім почав нападати на односельців, пити їхню кров з горла. Внаслідок менш ніж за тиждень загинули дев'ятеро людей. Районний суддя доніс скарги селян до командування імператорської армії у Градішці. Там поставилися до цих відомостей серйозно і направили офіцерів розправитись з вбивцею. Розривши могили померлих на початку вересня всіх вразив труп Плогоєвича: він знаходився немов у трансі, було ледве помітне дихання і він радше був схожий на живого, ніж мертвого. Щоб припинити напади мерця кат кувалдою увігнав у тіло кіл. Після цього могила наповнилася кров'ю, яка текла з усіх отворів тіла. Труп поклали на багаття та спалили. З цього часу напади кровопивці припинилися.
Абат-бенедиктинець Огюстен Кальме у своїй класичній роботі «Трактат про явлення ангелів, демонів і духів, а також про привидів і вампірів в Угорщині, Моравії, Богемії та Сілезії» 1976 року прокоментував цю історію: Ми, дякувати Богу, не такі довірливі і зізнаємося, що ніяке знання не зможе знайти пояснення цього явища. При цьому, на його думку, не можна відразу відкидати відомості, що виходять від людей спеціально спрямованих для розслідування цієї справи і процесуально оформлених.
Поряд із повідомленням про схожий випадок з Арнольдом Паоле, історія Благоєвича стала широко відома та сприяла «вампірській істерії», що охопила Європу у XVIII столітті. На думку німецького історика Томаса М. Бона, автора книги «Вампіри: походження європейського міфу», випадок «вампіра з Кисилової» завоював всеєвропейську увагу, але час широкої популярності вампірів на той час ще не настав. Дослідники відзначають вплив справи Благоєвича та Паоле на розвиток образу сучасного вампіра у західній популярній культурі.